# Lisboa Domiciliária
Lisboa Domiciliária (Portugiesisch für: Häusliches Lissabon) ist ein Dokumentarfilm der portugiesischen Regisseurin und Kamerafrau Marta Pessoa aus dem Jahr 2009.

## Inhalt
Ohne jeden Kommentar, zeigt der Film sieben alte Menschen, die in den oberen Etagen der alten Mietshäuser Lissabons wohnen, die noch nicht über Aufzüge verfügen. Sie können meist nicht mehr alleine auf die Straße gehen und sind von Ambulanten Pflegediensten und Lieferdiensten abhängig.
Mit ihren Erinnerungen an ein aktives Leben allein gelassen und mit nur wenigen und seltenen sozialen Kontakten, zeigt der Film ihre persönlichen Empfindungen und Wünsche, die kleinen verbliebenen Freuden und die Hoffnungen der sieben unterschiedlich gebildeten und interessierten Menschen.
Die Pflegedienste sind häufig der einzige, flüchtige Kontakt zur Außenwelt. Den amtlichen Statistiken stellt der Film damit lebendige Charaktere und individuelle Situationen gegenüber und macht einen von außen unsichtbaren Teil der Stadt sichtbar.

## Rezeption
Der Film feierte am 16. Oktober 2009 beim Doclisboa seine Premiere und kam am 16. September 2010 in die Kinos, trotz seines schweren Themas und seiner ruhigen Machart. Er lief nur in drei Kinos an (Lissabon, Porto und Vila Real) und hatte dort 716 Zuschauer.
Lisboa Domiciliária erschien 2010 mit umfangreichem Bonusmaterial als DVD bei Real Ficção.